# Mirko Celestino
Mirko Celestino (né le 19 mars 1974 à Albenga, dans la province de Savone en Ligurie) est un coureur cycliste italien, professionnel de 1996 à 2007.

## Biographie
Après avoir été champion d'Europe sur route espoirs, il passe professionnel en 1996 dans l'équipe Polti.
En 2006 il rejoint l'équipe Milram. Il a mis fin à sa carrière sur route à la fin de l'année 2007. Néanmoins, il se lance dans la compétition de vélo tout terrain et plus particulièrement en longue distance. Depuis 2010, il court dans l'équipe Semperlux, société de Denis Lunghi, vainqueur d'une étape sur le Tour d'Italie 2002.

## Palmarès et résultats sur route

### Palmarès amateur
- 1990
  - 3e du championnat d'Italie sur route cadets
- 1991
  - Trophée MP Filtri
- 1992
  - Trophée MP Filtri
- 1994
  - Giro della Valsesia :
    - Classement général
    - 2e étape
- 1995
  -  Champion d'Europe sur route espoirs
  - Coppa Caduti di Soprazocco
  - Gran Premio Palio del Recioto
  - 1re étape de la Ronde de l'Isard

### Palmarès professionnel
| - 1997 - 2e de la Coppa Placci - 6e de Milan-San Remo - 1998 - Regio-Tour : - Classement général - 2e étape - Tour d'Émilie - 2e du Grand Prix de Chiasso - 2e du Tour du Latium - 2e du Tour de la province de Reggio de Calabre - 2e de la Coppa Agostoni - 2e de la Coppa Placci - 2e de Paris-Bruxelles - 3e de la Prueba Villafranca de Ordizia - 3e du Grand Prix E3 - 3e du Grand Prix de l'industrie, du commerce et de l'artisanat de Carnago - 1999 - HEW Cyclassics - Coppa Placci - Tour de Lombardie - 2e de la Japan Cup - 3e du Mémorial Nencini - 2000 - 2e du Trofeo Pantalica - 3e du Tour du Latium - 3e du Tour d'Émilie - 2001 - Milan-Turin - Trois vallées varésines - Trofeo Laigueglia - 2002 - 2e étape du Brixia Tour - 2e du Brixia Tour - 4e de Liège-Bastogne-Liège | - 2003 - Milan-Turin - Semaine internationale Coppi et Bartali - 2e de Milan-San Remo - 2e du Grand Prix de Chiasso - 2e du Tour du Latium - 3e du Brixia Tour - 3e de la Coppa Sabatini - 5e de la HEW Cyclassics - 2004 - 2e étape de la Semaine internationale Coppi et Bartali - 2e de la Semaine internationale Coppi et Bartali - 3e du Grand Prix de l'industrie et du commerce de Prato - 9e de l'Amstel Gold Race - 2005 - 2e de Milan-Turin - 3e de l'Amstel Gold Race - 3e de la Coppa Sabatini - 3e du Tour d'Émilie - 8e de Liège-Bastogne-Liège - 9e du Championnat de Zurich - 2006 - 2e du championnat d'Italie sur route - 3e de Milan-Turin - 3e du Grand Prix de la ville de Camaiore - 6e de la Classique de Saint-Sébastien |  |

### Résultats sur les grands tours

#### Tour de France
2 participations
- 2004 : abandon (10e étape)
- 2006 : abandon (14e étape)

#### Tour d'Italie
3 participations
- 1997 : abandon
- 1999 : 74e
- 2005 : 34e

#### Tour d'Espagne
1 participation
- 1996 : 73e

## Palmarès en VTT
- 2009
  -  Champion d'Italie de cross-country marathon[2]
- 2010
  -  Médaillé d'argent du championnat du monde de cross-country marathon
  -  Médaillé d'argent du championnat d'Europe de cross-country marathon
- 2011
  -  Champion d'Italie de cross-country marathon
  -  Médaillé de bronze du championnat du monde de cross-country marathon